# Josep Nori Zavalloni
Josep Nori Zavalloni, Giuseppe Nori en italià, (Cesena, Província de Forlì-Cesena, juliol de 1869 - Barcelona, Catalunya, 9 de maig de 1941) fou un clarinetista, pedagog, i músic de diferents orquestres tant simfòniques com de ball. Tenim constància que va ser un dels primers clarinetistes en l'àmbit estatal d'enregistrar música d'aquest instrument amb cilindres de cera.

## Biografia
Tot i no conèixer la data ni el lloc exacte del seu naixement. Pau Casals diu d'ell que «[…] Josep Nori era italià de naixement, però amb molts anys de residència a Barcelona.»
Va traslladar-se amb la seva família des d'Itàlia per tal d'instal·lar-se a Barcelona, ciutat on va viure fins a la seva mort. Casat amb Maria Negrelli, va tenir una filla que també es va moure dintre el cercle artístic. Leonor Nori Negrelli va néixer a Barcelona al carrer Aribau, 87-2n pis el 30 d'agost de 1895, però la van inscriure al Consolat d'Itàlia com a nascuda a Cesena població d'origen dels seus pares, va ser ballarina.
Malgrat que la seva figura és desconeguda per a la gran majoria de clarinetistes actuals, Nori va tenir una gran trajectòria artística a la ciutat de Barcelona. Gairebé monopolitzava el territori barceloní a nivell tant d'intèrpret com de professor. Va formar part de la Banda Municipal de Barcelona, de l'Orquestra Pau Casals, de l'Orquestra Escalas i de l'Orquestra Antigua Unión Filarmónica. Com a pedagog, donava classes de clarinet a l'Escola Municipal de Música de Barcelona.

## Institucions musicals d'on va formar part
El primer lloc on trobem el nom de Josep Nori és a la Banda Municipal de Barcelona, institució la qual en Nori va formar-ne part durant més de trenta anys com a clarinet solista (del 1896 fins al 1930), després d'unes oposicions molt disputades amb el clarinetista Emilio Porrini. El primer cop que es van presentar, van quedar en igualtat de condicions i es van haver de repetir les proves. Finalment, va guanyar les oposicions com a clarinet solista de la Banda Municipal el mes de maig de 1896.
L'any 1896, segons fonts d'hemeroteques, sabem que en Josep Nori pertany també a una altra agrupació musical: l'Orquestra Escalas. L'any 1896 apareix aquesta agrupació formada pels següents músics: concertista de violí [Egisto] Ciofi; concertista de violoncel: Pau Casals; concertista de clarinet: [Josep] Nori; Concertista de fiscorn: Narcis Cos; Professor de cornetí: Sr. García; professores Rodó, Castells, Canalda, [Eduard?] Oliveras i Pascual; representant: Joan Escalas.

Pau Casals ens dona una pista sobre una altra institució musical on en Nori també hi tocava, i a sobre coneguda com la seva pròpia orquestra:
| « | [...]Nori era el cap d'una orquestreta de Festa Major coneguda pertot arreu per l'Orquestra d'en Nori[...] | » |
| — | |   |

El nom oficial d'aquesta orquestra era Orquesta Antigua Unión Filarmónica, però tothom la coneixia com l'Orquestra d'en Nori. Efectivament, trobem una orquestra de Festa Major constituïda l'any 1901, on ell també n'era el solista de clarinet i a la vegada el propi representant. És possible que d'aquí surti el nom de l'Orquestra d'en Nori. L'any 1901 va quedar constituïda per aquests músics: Agustí Torelló, director; José Munner, violí solista; Rafael Gálvez, violí primer; Agustí Ros, viola; Pere Torelló, contrabaix solista; Eduardo Soler, flauta i flautí; Josep Nori, clarinet solista; José Bonal, clarinet; Vicente Lachini, cornetí solista; Ramón Bel, cornetí, Narcís Cos Siset, fiscorn solista. Aquesta orquestra va realitzar diversos enregistraments, com ara “Los Chinos: un chotis clásico” i també La perdíz: Mazurca, en una gravació de l'any 1941 que es pot escoltar a la Biblioteca Digital Hispánica.
A part de totes aquestes institucions anomenades, hi ha constància que en Nori també va ser el primer clarinet de l'Orquestra Pau Casals durant molts d'anys, des de la seva creació l'any 1920. El mateix Pau Casals desitjava que en Nori fos el clarinet de la seva orquestra, ja que l'havia escoltat amb anterioritat i l'havia impressionat».
Va tocar també com a solista, tant amb l'Orquestra Pau Casals com amb la Banda Municipal de Barcelona, com per exemple el Concert op. 73 de Weber, la Rapsòdia de Debussy i el Concert de Mozart entre d'altres.
Justament deu anys abans de morir i un després de deixar la Banda Municipal de Barcelona, apareix l'última publicació a la premsa amb el seu nom. Encara tocava amb orquestres de ball i exercia com a professor de clarinet de l'Escola Municipal de Barcelona, així doncs, podem deduir que els últims anys de la seva vida els va dedicar més aviat a la docència i a tocar música –no tant seriosa- amb les orquestres de ball arreu del territori.

## Josep Nori i els cilindres de cera
Barcelona va ser la primera ciutat de Catalunya en rebre el fonògraf. La seva presentació va ser a l'Ateneu Lliure el 12 de setembre del 1878, promoguda per l'òptic Barceloní Francesc Dalmau. Aquella era una època de plena Revolució Industrial, en la qual la societat catalana anava incorporant avenços tecnològics a la vida quotidiana, des de l’Exposició Universal que havia tingut lloc a Barcelona l'any 1888.
La col·lecció de cilindres de cera que trobem a la Biblioteca Nacional de Catalunya, formen part de l'empresari tèxtil Ruperto Regordosa Planas. El senyor Regordosa era un home emparentat en la més alta burgesia barcelonesa, estava entusiasmat pels nous invents, tenia aficions artístiques i devoció pel flamenc. El seu germà Mariano, li portà alguns cilindres de cera de l'Argentina. A partir de llavors, va crear la seva pròpia col·lecció entre el 1889 i el 1918, l'any en què va morir. Amb aquesta col·lecció va reunir uns 300 cilindres de cera, molts dels quals va enregistrar ell mateix. El senyor Ruperto invitava a casa seva a diferents artistes perquè volia fer la seva pròpia col·lecció i provar aquell nou invent que acabava d'arribar a la ciutat. S'ha de dir que cap d'aquests enregistraments es va editar comercialment. Es troben en l'antic format de cilindre de cera que es llegia a 160 rpm, i que tenia una mida aproximada de 5.5x10.6cm. Les dades descriptives s'han agafat a partir del mateix catàleg de la Biblioteca Nacional de Catalunya.
Entre tota aquesta gran col·lecció, i gràcies al treball de recerca fet per l'Abel Batlles a secundària, es van trobar 11 enregistraments dedicats al clarinet i amb acompanyament de piano, realitzats pel clarinetista Josep Nori i acompanyat pel senyor Armengol. Possiblement, estem parlant d'en Delfí Armengol i Tagell (1859-?), pedagog i pianista que fundà l'Associació Musical d'Aficionats de Barcelona (1902), així com el Centre Artístic Musical (1903). Podem parlar gairebé amb total seguretat, dels primers enregistraments per a clarinet en l'àmbit estatal.